# Шлях до слави (фільм)
«Шлях до слави» (англ. The Road to Glory) — американська німа драма режисера Говарда Гоукса 1926 року. Перший фільм Говарда Гоукса. Нині вважається втраченим.

## Сюжет
Джудіт Аллен - молода жінка, яка поступово втрачає зір. Вона намагається вберегти свого хлопця Дела Коула та батька Джеймса Аллена від тягаря своєї хвороби. Вона погоджується жити з Девідом Гейлом, жадібним багатієм, аби сховатися від батька та коханого.

## У ролях
- Мей МакЕвой — Джудіт Аллен
- Леслі Фентон — Девід Гейл
- Форд Стерлінг — Джеймс Аллен
- Рокліфф Фелловс — Дел Коул
- Мілла Девенпорт — тітка Сельма